# Lydia-Eymann-Stipendium
Das Lydia-Eymann-Stipendium der Lydia-Eymann-Stiftung wird seit 1996 vergeben und ist nach der Langenthaler Schriftstellerin, Frauenrechtlerin und Umweltaktivistin Lydia Eymann benannt.
Die nach dem Tod von Lydia Eymann am 1. März 1972 gegründete Stiftung orientierte sich Anfang der neunziger Jahre neu, nachdem ein Bibliotheksprojekt so nicht weiterzuführen war. Die Bibliotheksräume wurden zu einem „grosszügigen Studio“ umgebaut, welches Kulturschaffenden im Rahmen des Stipendiums unentgeltlich zur Verfügung gestellt wird.
Die ausgewählten Schriftsteller erhalten ein Aufenthaltsstipendium für zwölf Monate in Höhe von monatlich 3000 CHF. Die Stipendiaten bewohnen während der Zeit des Stipendiums das Lydia-Eymann-Haus in Langenthal in der Schweiz. Es herrscht Aufenthaltspflicht. Über die eingereichten Arbeitsproben entscheidet der Stiftungsrat.

## Stipendiaten
Folgende Stipendiaten haben seit 1996 das Stipendium erhalten:
- Nicole Müller (1996/97)
- Barbara Traber (1997/98)
- Lukas Bärfuss (1998/99)
- Christian Uetz (1999/00)
- Marianne Freidig (2000/01)
- Sylvaine Marguier (2001/02)
- Volker H. Altwasser (2002/03)
- Peter Kamber (2003/04)
- Reto Finger (2004/05)
- Kristof Magnusson (2005/06)
- Stefanie Grob (2006/07)
- Urs Mannhart (2007/08)
- Saša Stanišić (20008/09)
- Michael Stauffer (2009/10)
- Ulrike Ulrich (2010/11)
- Melanie S. Rose (2011/12)
- Martin K. Menzinger (2012/13)
- Denise Rickenbacher (2013/14)
- Norbert Müller (2014/15)
- Barbara Schibli (2015/16)
- Erich Wimmer (2015/16)
- Werner Rohner (2016/17)
- Bettina Hartz (2017/18)
- Sebastian Guhr (2018/19)
- Marie Martin (2019/20)
- Alexander Estis (2020/21)